# Масканур (Моркинський район)
Маскану́р (рос. Масканур, марій. Масканур) — присілок у складі Моркинського району Марій Ел, Росія. Входить до складу Себеусадського сільського поселення.

## Населення
Населення — 39 осіб (2010; 60 у 2002).
Національний склад (станом на 2002 рік):
- марі — 100 %